# Episodi di Medical Investigation
La prima e unica stagione della serie televisiva Medical Investigation è stata trasmessa negli Stati Uniti dal 9 settembre 2004 al 23 marzo 2005 su NBC e in Italia in prima visione su Rai 2 dal 4 dicembre 2005 al 29 gennaio 2006, poi su Fox saltando l'episodio Vita a metà.
| nº | Titolo originale    | Titolo italiano         | Prima TV USA      | Prima TV Italia  |
| -- | ------------------- | ----------------------- | ----------------- | ---------------- |
| 1  | You're Not Alone    | Non sei solo            | 9 settembre 2004  | 4 dicembre 2005  |
| 2  | In Bloom            | Avvelenamento           | 10 settembre 2004 | 4 dicembre 2005  |
| 3  | Coming Home         | Finalmente a casa       | 17 settembre 2004 | 11 dicembre 2005 |
| 4  | Escape              | Morbo letale            | 24 settembre 2004 | 11 dicembre 2005 |
| 5  | Progeny             | Una terribile verità    | 1º ottobre 2004   | 18 dicembre 2005 |
| 6  | Team                | Allarme al campus       | 15 ottobre 2004   | 26 dicembre 2005 |
| 7  | Alienation          | Contagio                | 29 ottobre 2004   | 18 dicembre 2005 |
| 8  | Mutation            | Mutazione               | 5 novembre 2004   | 26 dicembre 2005 |
| 9  | Little Girl         | Carla                   | 12 novembre 2004  | 1º gennaio 2006  |
| 10 | Price of Pleasure   | Il prezzo del piacere   | 19 novembre 2004  | 1º gennaio 2006  |
| 11 | The Unclean         | Angeli e demoni         | 3 dicembre 2004   | 1º gennaio 2006  |
| 12 | Spiked              | Il vento del deserto    | 7 gennaio 2005    | 8 gennaio 2006   |
| 13 | Tribe               | Il pellerossa           | 14 gennaio 2005   | 8 gennaio 2006   |
| 14 | Ice Station         | Stazione polare         | 28 gennaio 2005   | 15 gennaio 2006  |
| 15 | Mousetrap           | Trappola per topi       | 4 febbraio 2005   | 15 gennaio 2006  |
| 16 | Survivor            | Sopravvissuta           | 11 febbraio 2005  | 22 gennaio 2006  |
| 17 | Half Life           | Vita a metà             | 18 febbraio 2005  | non trasmesso    |
| 18 | The Black Book      | La lista                | 25 febbraio 2005  | 22 gennaio 2006  |
| 19 | Mission La Roca (1) | Missione in Messico (1) | 18 marzo 2005     | 29 gennaio 2006  |
| 20 | Mission La Roca (2) | Missione in Messico (2) | 25 marzo 2005     | 29 gennaio 2006  |